# Segundo de Chomón
Segundo Victor Aurelio de Chomón y Ruiz (Terol, 17 d'octubre de 1871 - París, 2 de maig de 1929) fou fotògraf, inventor d'efectes especials cinematogràfics, cameràman, pintor, productor, guionista i director de cinema. Va ser un dels pioners més destacats dels primers trenta anys del cinema europeu del segle xx. Va treballar a Barcelona, París i Torí. Va ser contractat per les principals productores del món: Pathé Frères i Itala Film. Fou especialista en els trucatges del cinema, pioner de l'acolorit de films a mà i de l'invent del “tràveling”.

## Biografia
Chomón va néixer a Terol el 17 d'octubre de 1871, fill del metge militar Isaac Chomón Gil (1844-1873), natural d'Aranda de Duero (Burgos) i Luisa Ruiz Valero (1844-ca. 1920), natural de Calamocha (Terol). Al llarg de la seva adolescència va cursar estudis secundaris i va obtenir el títol l'any 1895. Va realitzar els seus primers estudis a la ciutat natal, més tard es va traslladar a París a mitjans de 1895, pocs mesos abans de la presentació oficial del cinematògraf Lumière, on es va casar amb l'actriu de teatre popular, vodevil i de l'òpera parisenca Julienne Mathieu i va néixer el seu fill Robert el 31 de gener de 1897, amb el temps arribaria a ser el seu càmera i ajudant.
Per condicions econòmiques tres mesos després, al maig de 1897 Chomón es traslladà a Barcelona per allistar-se a l'exèrcit espanyol. Degut a les circumstàncies polítiques fou traslladat a Cuba, on prestà servei com a voluntari a la rea guardià a la Guerra hispano-estatunidenca. En el moment en què Espanya va perdre la guerra fou traslladat de nou a Barcelona, i el 1899 tornà a Paris amb la seva família.
Quan va tornar a França, la seva dona Julienne havia intervingut en algunes pel·lícules (1897). Chomón va començar a treballar al taller de manera gairebé immediata, preludi de la que serà una de les seves obsessions més grans fins al moment de la seva mort: el cinema en color. La seva habilitat i dedicació van portar a idear poc temps després un revolucionari sistema d'acolorit a mà conegut amb el nom de «pochoir», que després, amb lleugeres evolucions, va ser patentat per Charles Pathé amb la denominació Pathécolor. No obstant no ho va fer a París sinó que començà a Barcelona, on montà el primer petit taller de pintat de pel·lícula, al carrer de Ponent, avui en dia conegut com a Joaquín Costa, al centre de Barcelona   
A Espanya va ser el creador del gènere sarsuelístic en el cinema.
Va ser a finals de 1900 quan Segundo de Chomón, va decidir dedicar-se plenament a l'activitat cinematogràfica en dues vessants, per una banda especialista en la impressió de títols espanyols per a les pel·lícules estrangeres que importaven i, d'altra banda, en l'acolorit a mà de les còpies de films d'intenció fantàstica o espectacular. Però de seguida se n'hi afegí una tercera, la feina de realitzador i operador al mateix temps. Entre 1901 decideix finalment dedicar-se professionalment al món del cinema i 1905 Chomón desenvolupa quatre treballs relacionats directament amb el món cinematogràfic, que el defineixen totalment com a cineasta.
Va fundar la primera productora de cinema espanyola «Macaya i Carro» i d'un taller d'acolorit i retolat en els quals experimentava els primers films científics.
Es va dedicar amb gran interès a la realització de films amb una especial predilecció pels trucatges i els efectes, com “Xoc de trens” (1902), combinació de filmacions de trens reals elaborades amb maquetes, “Pulgarcito” (1903) o “Gulliver al país dels gegants” (1904), adaptacions dels populars contes de Charles Perrault i Jonathan Swift, respectivament, films amb trucs bastant avançats per a l'època.
A partir de 1912 va treballar a Itàlia, a la Itàlia Film. La vessant artística de la productora era a càrrec del director Giovanni Pastrone (1883-1959), que va contractar a Chomón com a operador i tècnic en efectes especials.
Chomón no només torna a comptar amb absoluta llibertat, sinó que és el director del seu propi equip tècnic, format per quatre persones, i centrat de manera específica en el treball de fotografia, il·luminació i trucatges de les produccions dels directors de la companyia, entre els quals destaca per sobre de tots el propi Pastrone, màxim responsable d'una de les majors superproduccions del cinema mut italià, Cabiria (1914), film de tres hores ambientat a finals del segle III aC, on Chomón s'encarrega no només de la realització i filmació de maquetes, dels efectes d'il·luminació més complicats, dels efectes especials i de les principals tasques de revelat i positivat, sinó també dels moviments de càmera. La utilització sistemàtica i elaborada de l'anomenat Carrello (origen de l'actual “travelling”), és un dels principals trets distintius de Cabiria.
Com és d'imaginar, la Primera Guerra Mundial va complicar la dedicació professional de Chomón. En qualsevol cas, va seguir experimentant amb el color, en col·laboració amb el suís Ernesto Zollinger.
A París, el seu talent servirà a l'obra mestra d'Abel Gance, titulada “Napoleó” (1927), on la seva aportació és decisiva en la complexa seqüència del setge de Toulon. I segons sembla, el 1929 estava treballant en el que podien aportar els raigs ultraviolats al cinematògraf. Però justament en aquest any, concretament el 2 de maig, amb només 57 anys, va morir a causa d'una malaltia no especificada.

### Aportacions al cinema
Chomón va perfeccionar el pas de maneta, creat per Albert Smith, la qual consistia en capturar el fotograma per passar al següent fent un gir de maneta.
És considerat l'inventor del “travelling”, que servia principalment per modelar el rostre dels actors i crear determinats ambients o efectes especials. Amb aquesta tècnica va aconseguir fer la panoràmica, el ritme continu dels fotogrames i la fixació de la imatge sobre la pantalla.
Va ser el primer en realitzar cinema científic i de la reconstrucció històrica. A més a més, va utilitzar la unió entre imatges reals i maquetes, les sobreimpressions damunt de fons transparents.
Va construir càmeres especialitzades i va desenvolupar tècniques del dibuix animat, pintava a mà els fotogrames per donar-hi color, i va crear unes plantilles per facilitar la tècnica del color i aconseguir més precisió.

## Filmografia

### Com a director
- 1902: Choque de trenes, Vistas de Monserrat, El hada primavera.
- 1903: Patufet, Gulliver en el país de los Gigantes, Los heroes del sito de Zaragoza.
- 1904: El heredero de casa Pruna, L'enchanteur Alcofribas.
- 1905: Eclipsis de sol, Los sitios de chile.
- 1906: Boda de Alfonso XIII, Juanito el forzudo, Les cocottes.
- 1907: La casa encantada, Satan se divierte, Les Kiriki, Los huevos de Pascua, Les Chrysanthèmes La danza de la mariposas,  Les debuts d'un chauffeur, Une douzaine d'oeufsfrois, Le roitête-á-claque, La Fée des roches noires.
- 1908: Hotel eléctrico, Les obres chinoises, La Légende du Fantôme, Le Chevalier mystère, Alarde equilibrista, El escultor moderno, El castillo encantado, Mars, Cuisine magnétique, La Table magique, Transformation élastique, La Grenouille (La Rana), El sueño de los pinches, Les Jouets vivants, Cauchemar et doux rêve, Les debuts d'un canotier, Le dèmènagement, Fabrique d'argent, La maison des lutins.
- 1909: Exursion dans la lune, Le Voyage sur Jupiter, El teatro eléctrico de Bob, Una excursión incoherente, Aunt Sally’s outing, Le petit poulet, Le roi des aulnes.
- 1910: Voyage au centre de la terre, Los guapos, El puente de la muerte, Un puñao de rosas, Las tentaciones de San Antonio, Venganza de un carbonero, Pragmática real, La tempranica, El pobre Valbuena, Lucha fratricida o Nobleza Aragonesa, Los pobres de levita, Los dulces de Arturo,  El talismán del vagabundo, Flema Inglesa.
- 1911: Pulgarcito, Adios de un artista, Amor Gitano, El biombo de Cagliostro, Carceleras, La expiación, Una farsa de Colás, La fatalidad, La fecha de Pepín, Flema inglesa, Flores y perlas, Un gusano solitario, La hija del guardacostas, Justicia del rey Don Pedro, La manta del caballo, El portero modelo, Barcelone et son parc.
- 1912: Lu disparu, L'eruzione de l'Etna, Incendio all'armatta, Gerona: la Venecia española, Soñar despierto.
- 1915: El fuego.
- 1916: Tigre real.
- 1917: La guerra y el sueño de Momi.
- 1919: Hedda Gabler.

### Com a membre de l'equip tècnic
- 1905: La gallina de los huevos de oro. Dir: Albert Capellani
- 1906: (Las rosas màgicas), El hijo del diablo. Dir: Lépine, Les effets du melón. Dr: Lépine, Les joies du mariage. Dr: Lépine,Odysée d'un paysan á Paris. Dir: Lépine, Vot’permis? Viens le chercher. Dr: Lépine, Aladdin. Dr: Albert Capellani, Appartament á coger. Dir: Lépine, Le bonjuge. Dir: Lépine, Cocher á l'heure. Dir: Lépine, Le courantèlectrique. Dir: Lépine, Deuxpoids, deux mesures. Dir: Lépine,Jur de paye. Dir: Lépine, Le matelas de la marièe. Dir: Lépine, L'obsession du billard. Dir: Lépine, Les ombresanimées. Dir: Lépine, Pauvreinstituteur. Dir: Lépine, La pine du Talien. Dir: Lépine, Prenez grade á la pinture. Dir: Lépine, Une soif insaciable. Dir: Lépine, Le tour du monde d'un policier. Dir: Lépine.
- 1907: Vida y pasión de Nuestor Señor Jesucristo, El pensador de la perlas. Dir: Ferdinand Zecca, Les apprentissages de Boireau. Dir: Lépine, Les aventures du fils du diable á Paris. Dir: Lépine, Boîte a cigares. Dir: Lépine, Cendrillon. Dir: Albert Capellani i Michel Carré, La guêpe et le papillon. Dir: Albert Capellani i Michel Carré, La lègende de Polichinelle. Dir: Albert Capellani i Michel Carré, Mètempsychose. Dir: Albert Capellani i Michel Carré, Peau d'ane. Dir: Albert Capellani, Le pied de mouton. Dir: Albert Capellani, Plus fort que le diable. Dir: Albert Capellani, Samson. Dir: Albert Capellani, La vestale. Dir: Albert Capellani.
- 1908: Le belleauboisdormant. Dir: Albert Capellani, Boireau, roi des voleurs. Dir: Albert Capellani, Une campagneelectorale. Dir: Louis Gasnier, Le chapeauclaque. Dir: Louis Gasnier, Le chat bottè. Dir: Albert Capellani, Le foulardmerveilleux. Dir: Albert Capellani, L'homme aux gants blancs. Dir: Albert Capellani, L'homme single. Dir: Louis Gasnier, La lègende des etoiles. Dir: Gérard Bourgeoirs, Tropaimée. Dir: Louis Gasnier, Les vetementscascadeurs. Dir: Jean Durand.
- 1909: Liqèfaction des cropsdurs. Dir: Lucien Nonguet, Une pousuite moivementèe. Dir: Louis Gasnier.
- 1910: La caduta di Troia. Dir: Piero Fosco.
- 1912: II critico. Dir: Piero Fosco, Padre. Dir: Piero Fosco y Dante Testa, Lo scomparso. Dir: Piero Fosco.
- 1914: Cabiria. Dir: Piero Fosco.
- 1916: Macisteall'inferno. Dir: Guido Brignone.
- 1924: La bataille. Dir: Edouard-Emilie Violet, J’at tuè! Dir: Roger Lion.
- 1926: El negro que tenía el alma blanca. Dir: Benito Perojo.
- 1927: Napoleón. Dir: Abel Gance.